# Wenceslao Hinostroza
Carlos Wenceslao Hinostroza Quintana (Paccha, 28 de septiembre de 1897 - Lima, 1 de abril de 1978) fue un pintor peruano.
Hijo de Lorenzo Lucas Hinostroza (Coronel del gran Mariscal Andres Avelino Cáceres "el brujo de los andes" al mando de la defensa del centro durante la campaña de la breña en la guerra del Pacífico) y Mariana Quintana, nació en el poblado de Paccha en la provincia de Jauja, departamento de Junín, Perú. Curso sus estudios primarios en el Centro Escolar de Muquiyauyo y los secundarios secundaria en la Gran Unidad Escolar San José de la ciudad de Jauja. Posteriormente se mudó a la ciudad de Lima donde en 1919 fue alumno fundador de la Escuela de Bellas Artes. Egresó de ella con el primer puesto, medalla de oro y diploma de honor, por su obra "La Feria". Se constituyó como el primer alumno de su promoción (1926) y realizó sus estudios de maestría en la misma escuela totalizando trece años de estudios hasta 1934.
Como artista ha desarrollado una amplia labor con 82 exposiciones realizadas tanto en el Perú como en otros países. En la ciudad de Jauja realizó  obras como el Monumento del Águila y sus arcos en la Plaza la Libertad, el mural Xauxa Wanca en el antiguo Colegio 501 (hoy destruido), y una pileta artística erigida a la medicina folclórica en el local del antiguo Hospital de Lourdes, propiedad de la Beneficencia Pública de Jauja y que actualmente se encuentra abandonado. Obtuvo diversos premios entre los que destacan: Sevilla (España 1929 - 1930) “Cosechando”; en el Concurso de Pintura Iberoamérica, tercer puesto y medalla de Bronce en 1930; en el concurso mundial en Los Ángeles (California), cuarto puesto y medalla de Honor en 1927; en Viña del Mar (Chile), Diploma y medalla con el cuadro “Calleja” en 1946. Realizó la Documentación Plástica – Arquitectónica de “Los Balcones de Lima”, pintados y dibujados en 92 lienzos donde se muestra la Lima Colonial.
Falleció en la ciudad de Lima el 1 de abril de 1978.